# Neoascia sphaerophoria
Neoascia sphaerophoria är en tvåvingeart som beskrevs av Charles Howard Curran 1925. Neoascia sphaerophoria ingår i släktet dvärgblomflugor, och familjen blomflugor. Inga underarter finns listade i Catalogue of Life.